# Осада Триполи (1271)
Осада Триполи мамлюками произошла в 1271 году. Она стала продолжением политики мамлюков по уничтожению государств крестоносцев. При получении вести о прибытии новых сил крестоносцев в Акру осада была снята.

## Предыстория
В середине XIII века крестоносцы неуклонно теряли свои позиции и к 1271 году были зажаты между наступающими войсками египетских мамлюков с юга и монголами с востока, не получая достаточной помощи из Европы. Около 1260 года Боэмунд VI под влиянием своего тестя, царя Хетума I Армянского, передал Антиохию и Триполи под сюзеренитет монголов, обязуясь отправлять свои войска в монгольскую армию, сражавшуюся против мусульман. Монголы уничтожили халифаты Аббасидов и Айюбидов, способствуя установлению в Египте власти мамлюков. Однако, прежде чем монголы могли продолжить своё наступление на юг через Палестину к Египту, им пришлось вернуться в Каракорум, чтобы принять решение о новом великом хане. Малая часть монгольской армии осталась в Сирии и участвовала в рейдах в Палестину. Крестоносцы и мамлюки заключили перемирие, что позволило мамлюкам продвинуться на север через территорию крестоносцев, а также разбить ослабленную монгольскую армию в битве при Айн-Джалуте в 1260 году. Когда основные силы монголов вернулись в 1262 году, они так и не смогли отомстить за поражение. Между тем, мамлюки приступили к возвращению остальной части Леванта из рук крестоносцев. Иерусалим был взят в 1244 году, и египетские мамлюки стали захватывать замок за замком.
В 1268 году мамлюки осадили и захватили Антиохию, в результате чего в руках Боэмунда VI остался только Триполи. Бейбарс I направил письмо Боэмунду VI, угрожая ему полным уничтожением и насмехаясь над его союзом с монгольским правителем Абакой:
"Наши желтые флаги заменили твои красные, и звук колоколов был заменен на призыв "Аллах Акбар"(...) Упредите стены и ваши церкви, что скоро наша осадная техника займется ими, ваших рыцарей, что скоро наши мечи войдут в их дома(...) Мы увидим, чего стоит ваш союз с Абакаой"
Letter from Baibars to Bohemond VI, 1271

## Осада
Боэмунд VI просил о перемирии, чтобы не потерять Триполи. Бейбарс I насмехался над ним за отсутствие мужества и попросил его оплатить все расходы кампании мамлюков. Боэмунд VI был достаточно горд, чтобы отказаться от предложения. К этому времени мамлюки уже осадили город, но в это время узнали о прибытии крестоносцев во главе с Эдвардом Английским. Эдвард I высадился в Акре 9 мая 1271 года, где к нему вскоре присоединились Боэмунд VI и его двоюродный брат король Гуго III Кипрский.
Бейбарс I принял предложение Боэмунда VI о перемирии и отказался от осады Триполи, а вместо этого сосредоточил свои силы в Дамаске, готовясь к будущим сражениям. Эдвард I сделал попытку координации своих действий с монголами, но безуспешно, так как монголы были заняты внутренними конфликтами, а собственные силы Эдварда I были слишком малы. Поэтому он решил договориться о мире с мамлюками и вернулся в Англию.

## Последствия
Следующее крупное наступление на Триполи предпринял в 1289 году мамлюкский султан Калаун, который успешно осадил город и уничтожил это государство крестоносцев. Затем он собирался захватить последний крупный оплот крестоносцев — Акру, но умер в 1290 году. Взятие Акры осуществил его сын Халил аль-Ашраф в 1291 году.